# Plinia muricata
Plinia muricata är en myrtenväxtart som beskrevs av Marcos Sobral. Plinia muricata ingår i släktet Plinia och familjen myrtenväxter. Inga underarter finns listade i Catalogue of Life.